# 포 시즌스 플레이스 쿠알라룸푸르
포 시즌스 플레이스 쿠알라룸푸르는 말레이시아 쿠알라룸푸르에 위치한 마천루이다. 이 건물은 페트로나스 트윈 타워에서 약 150m 떨어진 곳에 위치해 있으며 현재 동남아시아에서 가장 높은 호텔이다